# Arisa

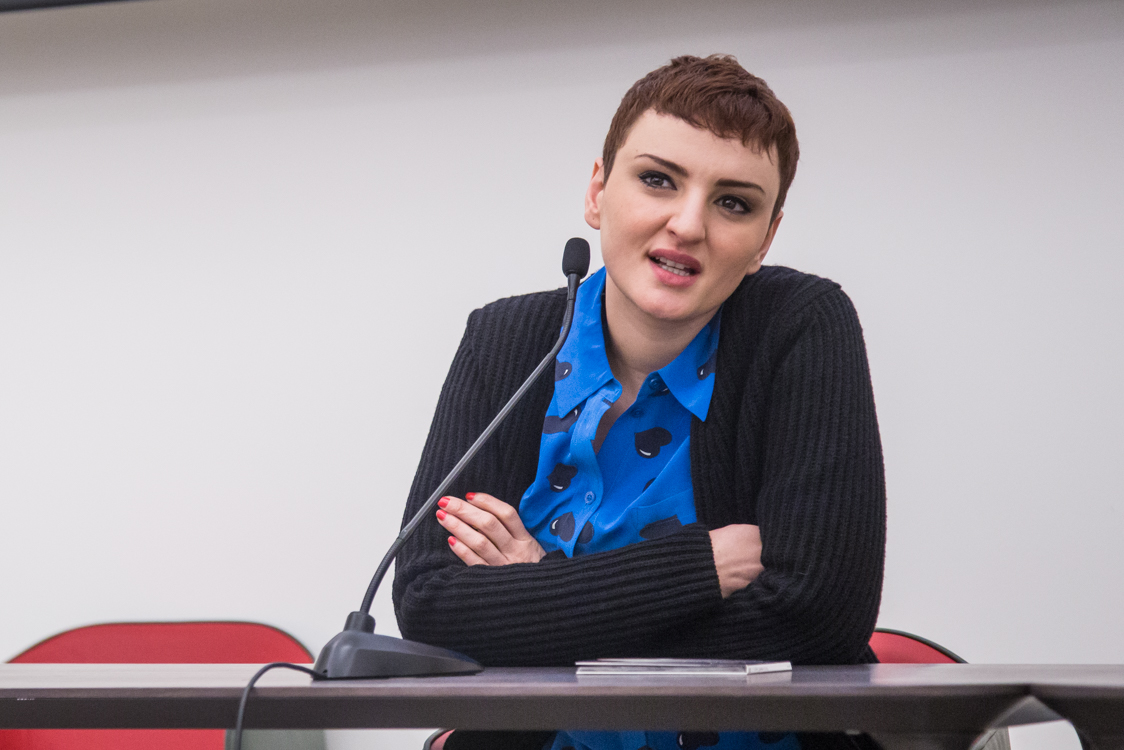
Arisa (2016)

Arisa (* 20. August 1982 in Genua; eigentlich Rosalba Pippa) ist eine italienische Popsängerin.

## Leben
Arisa wurde in Genua geboren, aber bereits nach einer Woche zog die Familie zurück nach Pignola in der Provinz Potenza, wo sie aufwuchs. Ihr Künstlername Arisa ist ein Akronym und setzt sich aus den Anfangsbuchstaben der Namen ihrer Familienmitglieder zusammen: Antonio (ihr Vater), Rosalba (sie selbst), Isabella und Sabrina (ihre Schwestern) sowie Assunta (ihre Mutter).
Im Alter von vier Jahren nahm sie erstmals an einem Gesangswettbewerb teil. Später folgten weitere Teilnahmen an regionalen Veranstaltungen. In ihrer Jugend übernahm Arisa als Autodidaktin ihr musikalisches Wissen hauptsächlich aus Aufnahmen bekannter Interpreten, die sie minuziös studierte und sich so Gesangs- und Atemtechniken aneignete. Im Alter von 16 Jahren gewann sie erstmals einen Gesangswettbewerb mit dem Song My All von Mariah Carey. Danach trat Arisa in zahlreichen Lokalen und an Volksfesten auf.
Nach Abschluss des pädagogischen Gymnasiums zog Arisa mit 19 Jahren nach Mailand, um zu studieren. Drei Jahre später kehrte sie zurück zu ihren Eltern in den Süden und arbeitete dort als Kosmetikerin mit Fokus auf Schminke für Theateraufführungen. 2007 gewann sie ein Stipendium für das Centro Europeo Toscolano (CET), ein von Mogol ins Leben gerufenes Institut zur Förderung von jungen Musiktalenten. Dort lernte sie den Songwriter Giuseppe Anastasi kennen und wurde von den Produzenten Maurizio Filardo und Giuseppe Mangiaracina betreut. Im Dezember 2008 nahm sie an SanremoLab teil und errang dort einen der beiden Plätze, die zur Teilnahme in der Newcomer-Kategorie des Sanremo-Festivals berechtigten.

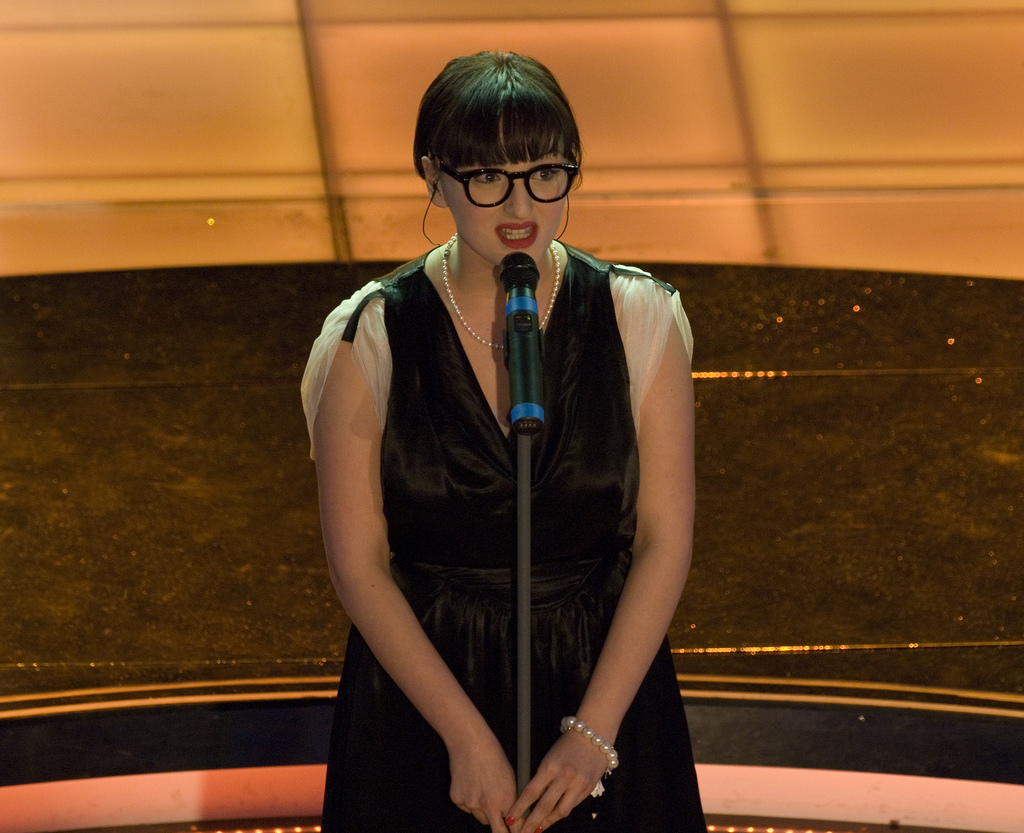
Arisa in Sanremo 2009

Im Februar 2009 gewann Arisa mit dem Song Sincerità beim Sanremo-Festival in der Kategorie Newcomer und erhielt dort zudem den Kritikerpreis „Mia Martini“ in der Kategorie Newcomer. Der Song erreichte in der Folge auf Anhieb Platz eins der italienischen Hitparade. 2010 nahm sie zusammen mit den Sorelle Marinetti erneut am Sanremo-Festival teil. Mit Malamorenò kam sie allerdings nicht unter die ersten Drei. Beim Festival 2012 erreichte sie mit La notte Platz zwei, und sie gewann das Sanremo-Festival 2014 mit Controvento. 2011–2012 war Arisa außerdem Jurorin bei der Castingshow X Factor. Während Arisa beim Sanremo-Festival 2015 als Komoderatorin tätig war, nahm sie 2016 erneut teil, diesmal mit dem Lied Guardando il cielo.
Nach der Veröffentlichung des Best-of-Albums Voce Ende 2016 verließ Arisa ihr Label Warner. 2017 war sie auf J-Ax & Fedez’ Album Comunisti col Rolex sowie im Sommerhit L’esercito del selfie von Takagi & Ketra zu hören. Beim Sanremo-Festival 2019 präsentierte die Sängerin das Lied Mi sento bene und erreichte den achten Platz. Im Anschluss veröffentlichte sie bei Sugar Music ihr neues Album Una nuova Rosalba in città. Mit dem Lied Potevi fare di più kehrte Arisa 2021 nach Sanremo zurück und erreichte den zehnten Platz. Im Sommer sang sie zusammen mit Gli Autogol, Dj Matrix und Ludwig das Fußballlied Coro Azzurro anlässlich der Fußball-Europameisterschaft 2021. Am Ende des Jahres erschien das Album Ero romantica.

## Diskografie

### Alben und EPs
| Jahr | Titel Musiklabel                  | Höchstplatzierung, Gesamtwochen, AuszeichnungChartplatzierungen (Jahr, Titel, Musiklabel, Platzierungen, Wochen, Auszeichnungen, Anmerkungen) | Höchstplatzierung, Gesamtwochen, AuszeichnungChartplatzierungen (Jahr, Titel, Musiklabel, Platzierungen, Wochen, Auszeichnungen, Anmerkungen) | Anmerkungen                                               |
| Jahr | Titel Musiklabel                  | IT | CH | Anmerkungen                                               |
| ---- | --------------------------------- | --- | --- | --------------------------------------------------------- |
| 2009 | Sincerità Warner                  | IT5 Gold · (29 Wo.)IT | CH94 (1 Wo.)CH | Erstveröffentlichung: 20. Februar 2009 Verkäufe. + 35.000 |
| 2010 | Malamorenò Warner                 | IT23 (14 Wo.)IT | — | Erstveröffentlichung: 19. Februar 2010                    |
| 2012 | Amami Warner                      | IT6 (40 Wo.)IT | — | Erstveröffentlichung: 15. Februar 2012                    |
| 2012 | Amami Tour Warner                 | IT17 Platin · (17 Wo.)IT | — | Erstveröffentlichung: 6. November 2012 Verkäufe. + 30.000 |
| 2014 | Se vedo te Warner                 | IT3 (20 Wo.)IT | — | Erstveröffentlichung: 20. Februar 2014                    |
| 2016 | Guardando il cielo Warner         | IT16 (9 Wo.)IT | — | Erstveröffentlichung: 12. Februar 2016                    |
| 2016 | Voce Warner                       | IT53 (4 Wo.)IT | — | Erstveröffentlichung: 25. November 2016 Kompilation       |
| 2019 | Una nuova rosalba in città Sugar  | IT25 (3 Wo.)IT | — | Erstveröffentlichung: 8. Februar 2019                     |
| 2019 | Controvento (Best of 2019) Warner | IT72 (1 Wo.)IT | — | Erstveröffentlichung: 8. Februar 2019 Kompilation         |
| 2021 | Ero romantica                     | IT36 (1 Wo.)IT | — | Erstveröffentlichung: 26. November 2021                   |

### Singles
| Jahr | Titel Album                              | Höchstplatzierung, Gesamtwochen, AuszeichnungChartplatzierungen (Jahr, Titel, Album, Platzierungen, Wochen, Auszeichnungen, Anmerkungen) | Höchstplatzierung, Gesamtwochen, AuszeichnungChartplatzierungen (Jahr, Titel, Album, Platzierungen, Wochen, Auszeichnungen, Anmerkungen) | Anmerkungen                                                                                          |
| Jahr | Titel Album                              | IT | CH | Anmerkungen                                                                                          |
| --- | ---------------------------------------- | --- | --- | --- |
| 2009 | Sincerità                                | IT1 (18 Wo.)IT | CH61 (2 Wo.)CH | |
| 2010 | Malamorenò                               | IT4 Platin · (10 Wo.)IT | CH61 (1 Wo.)CH | Verkäufe. + 30.000                                                                                   |
| 2012 | La notte Amami                           | IT1 ×3Dreifachplatin · (52 Wo.)IT | — | Verkäufe. + 90.000                                                                                   |
| 2012 | L’amore è un’altra cosa Amami            | IT26 Gold · (22 Wo.)IT | — | Verkäufe. + 15.000                                                                                   |
| 2012 | Meraviglioso amore mio Amami Tour        | IT15 Platin · (23 Wo.)IT | — | Verkäufe. + 30.000                                                                                   |
| 2014 | Controvento Se vedo te                   | IT1 Platin · (24 Wo.)IT | CH48 (1 Wo.)CH | Verkäufe. + 30.000                                                                                   |
| 2014 | Cuccurucucu –                            | IT62 (2 Wo.)IT | — | Erstveröffentlichung: 22. Februar 2014 feat. WhoMadeWho                                              |
| 2014 | Fragili Non siamo più quelli di Mi Fist  | IT1 Platin · (23 Wo.)IT | — | Erstveröffentlichung: 30. Juli 2014 Club Dogo feat. Arisa Verkäufe. + 30.000                         |
| 2016 | Guardando il cielo                       | IT19 Gold · (11 Wo.)IT | — | Verkäufe. + 25.000                                                                                   |
| 2017 | L’esercito del selfie –                  | IT4 ×3Dreifachplatin · (21 Wo.)IT | CH53 (5 Wo.)CH | Erstveröffentlichung: 16. Juni 2017 Takagi & Ketra feat. Lorenzo Fragola & Arisa Verkäufe. + 150.000 |
| 2019 | Mi sento bene Una nuova Rosalba in città | IT17 (4 Wo.)IT | — | Erstveröffentlichung: 6. Februar 2019 Beitrag zum Sanremo-Festival 2019                              |
| 2021 | Potevi fare di più Ero romantica         | IT16 Gold · (8 Wo.)IT | — | Erstveröffentlichung: 3. März 2021 Beitrag zum Sanremo-Festival 2021 Verkäufe. + 35.000              |
| 2021 | Coro Azzurro –                           | IT50 Gold · (6 Wo.)IT | — | Erstveröffentlichung: 28. Mai 2021 Gli Autogol & Dj Matrix feat. Arisa & Ludwig Verkäufe. + 35.000   |
| Folgende Lieder erschienen nicht als Single, wurden aber durch das Album zum Download und Streaming bereitgestellt und konnten somit eine Platzierung erlangen: |                                          | | | |
| |                                          | | | |
| 2017 | Meglio tardi che noi Comunisti col Rolex | IT32 Gold · (3 Wo.)IT | — | J-Ax & Fedez feat. Arisa Verkäufe. + 25.000                                                          |